# Oslo, 31 de Agosto
Oslo, 31. august (bra/prt: Oslo, 31 de Agosto) é um filme de drama norueguês de 2011 dirigido por Joachim Trier. Baseado no romance Le feu follet, de Pierre Drieu La Rochelle, é o segundo longa da Trilogia Oslo, ao lado de Reprise (2006) e Verdens verste menneske (2021).
O filme estreou no Festival de Cannes de 2011 e venceu os prêmios de melhor filme e melhor fotografia no Festival Internacional de Cinema de Estocolmo.

## Elenco
- Anders Danielsen Lie - Anders
- Hans Olav Brenner - Thomas
- Ingrid Olava - Rebekka
- Tone Mostraum - Tove